# Герб Баку
Герб Баку — офіційний геральдичний символ міста Баку, столиці Азербайджану.

## Опис та символізм
Герб Баку є геральдичним щитом французької форми, основне поле якого забарвлено синім. На щиті зображено три золотих вогні (смолоскипи), розташовані у вигляді трикутника (два знизу з боків, один — в центрі нагорі). В нижній частині герба розміщуються три хвилеподібні горизонтальні смуги золотого кольору, що уособлюють, як і колір щита, води Каспійського моря. Смолоскипи уособлюють природні вогні, які з давнини вважаються символом Азербайджану (інколи його називають країною вогнів).
Щит по периметру оточений тонким золотим контуром.